# جوشوا فرايدل
جوشوا فرايدل (بالإنجليزية: Joshua Friedel)‏ هو لاعب شطرنج أمريكي، ولد في 3 ديسمبر 1986 في غوفستاون في الولايات المتحدة.

## وصلات خارجية
- جوشوا فرايدل على موقع الاتحاد الدولي للشطرنج (الإنجليزية)
- جوشوا فرايدل على موقع مباريات الشطرنج (الإنجليزية)
- جوشوا فرايدل على موقع 365Chess.com (الإنجليزية)
- جوشوا فرايدل على موقع Chesstempo.com (الإنجليزية)
- جوشوا فرايدل على موقع الاتحاد الأمريكي للشطرنج (الإنجليزية)